# Berndt Carlsson
Berndt Gunnar Carlsson (* 7. April 1907 in Ödeshög; † 30. Juni 1991 in Vällingby) war ein schwedischer Radrennfahrer und nationaler Meister im Radsport.

## Sportliche Laufbahn
Carlsson war Teilnehmer der Olympischen Sommerspiele 1936 in Berlin. Im olympischen Straßenrennen schied er beim Sieg von Robert Charpentier aus. Die schwedische Mannschaft mit Arne Berg, Carlsson, Ingvar Ericsson und Sven Johansson kam nicht in die Mannschaftswertung.
Das traditionsreiche Eintagesrennen Östgötaloppet in Linköping gewann er von 1930 bis 1933 in Serie. 1934 gewann er die nationale Meisterschaft im Straßenrennen und im Einzelzeitfahren über 150 Kilometer. In der Meisterschaft der Nordischen Länder gewann er den Titel in der Mannschaftswertung im Bahnradsport 1934. Hinter dem Sieger Erik Larsson wurde er 1934 Zweiter der Mälaren Runt. 1935 siegte er im Skandisloppet, dem ältesten schwedischen Eintagesrennen.